# 강 (난방)

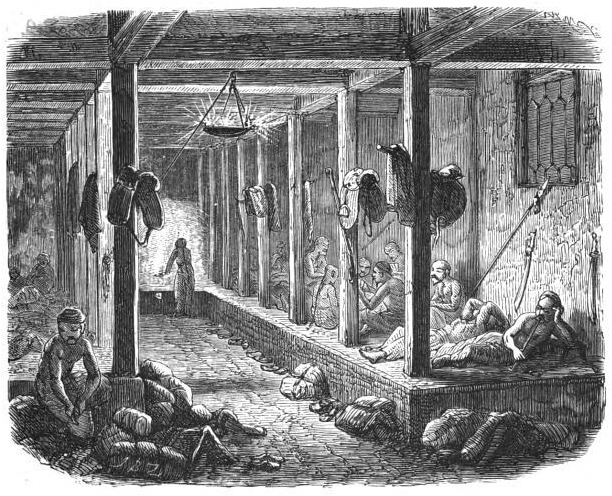
퉁화 시옆 훈장 강 계곡에 있는 여관의 큰 강에 앉아 있는 손님을 그린 삽화 - 1887년

강(炕, 영어: kang)은 중국 황허 강(黃河江) 이북에서 널리 쓰이는 가옥 난방시스템이다. 중국 북부 및 동북부에서 겨울철 난방 시설로 쓰이는데, 실내의 한쪽에 벽돌을 쌓아 방 한쪽을 덥게 하는 것으로 한국의 온돌, 고대 로마의 하이포코스트와 비교된다.
길이 2 미터 정도 또는 약간 더 큰 정도의 속이 빈 침대 형태로 만들며, 보통 취사용 열기를 이용하기 위해 부엌으로 쓰이는 중간방과 맞붙어 있기도 했지만 대부분 벽돌로 쌓은 침대 바로 밑에서 불을 지폈다. 한국의 온돌을 흉내내어 바닥 전체에 설치한 강은 디강(地炕, 영어: dikang)이라고 부른다.

## 역사
신석기 시대에는 쑹화강 유역에서 비롯된 난방시스템으로, 삼국 시대에는 고구려의 영토인 북부지역에서 널리 사용되다가, 점차 남쪽으로 전파되면서 한국의 전통적인 난방시스템인 온돌의 시초로 정착되었다.

## 같이 보기
- 바닥밑 난방(en:Underfloor heating)
- 대류 난방기(en:Convection heater)
- 라디에이터
- 보일러
- 코타츠
- 이로리
- 난로
  - 벽난로
  - 석유난로
  - 전기난로
- 온돌
- 화로
- 하이포코스트
- 전기장판
- 중앙 난방